# 臂形草属
臂形草属（学名：Brachiaria）也称手号草属，是禾本科下的一个属，为一年生或多年生草本植物。该属共有50种，分布热带地区。
属名Brachiaria源于拉丁语brachium，意为“臂膀”，指花序分枝臂形。